# オキエソ
オキエソ（沖鱛、学名：Trachinocephalus trachinus ）は、エソ科に分類される魚類の一種。インド太平洋の温暖な浅海に生息する肉食魚である。大きな口と長い体が特徴で、食用にもなる。

## 分類と名称
以前は本種のみでオキエソ属を構成すると考えられ、学名も T.myops とされていた。しかしミトコンドリアDNAの解析の結果、Trachinocephalus myops は大西洋にのみ分布しており、インド太平洋の個体群は従来シノニムとされていた T. trachinus であることが明らかになった。
地方名としてエソ（各地・混称）、アマエソ、シマエソ（和歌山）、トラギス（千葉）などの地方名がある。トラギスは別種の標準和名でもあるので注意を要する。

## 分布と生息地
東アフリカ、紅海、ペルシャ湾、インド、インドネシア、フィリピン、日本、オーストラリア北部、ハワイ諸島まで、インド洋から西太平洋にかけて広く分布する。日本では岩手県以南の太平洋岸、新潟県以南の日本海岸、東シナ海、南西諸島、小笠原諸島で見られる。
沿岸から水深200mまで生息するが、通常は比較的浅い場所で見られる。砂地や泥地、岩礁に生息する。河口でもよく見られる。稚魚は海岸付近の藻場でも見られる。

## 形態
最大全長は40cmほど。吻は極端に短く、大きな目が頭部の前面につく。口は大きく、顎には細かく鋭い歯が並ぶ。体型はエソ科に典型的な前後に細長い円筒形だが、マエソなどに比べると頭身が短くずんぐりしている。体の模様は黄色と水色の縦縞模様で、体の片側の黄色線は3-4本ある。不明瞭な暗色横斑が混じるものもいる。腹鰭軟条の外側が短く内側が長いことと、尻鰭の基底が長いことで他のエソ科魚類と区別できる。

## 生態
夜行性で海底付近を活発に泳ぎ、魚類や甲殻類を捕食する。幼魚の頃は獲物に甲殻類が多いが、成魚は魚類とワタリガニを捕食する傾向が強い。昼は砂に浅く潜って休む。その際眼だけを出しており、刺激を受けると砂から飛び出すが、またすぐに戻る。産卵期は9-10月で、直径1.1-1.2mmの分離浮性卵を産む。

## 利用
底引き網などで漁獲されるが、キスやマゴチ、スズキ、マダイ等を狙った釣りの外道としても揚がる。他のエソ類と同様に小骨が多く、そのままで利用されることは少ない。主に魚肉練り製品の材料に利用される。